# 凤城卫矛
凤城卫矛（学名：Euonymus maximowiczianus）是卫矛科卫矛属的植物。分布于日本、远东地区以及中国大陆的辽宁等地，目前尚未由人工引种栽培。